# Cylindropuntia molesta
Cylindropuntia molesta ist eine Pflanzenart aus der Gattung Cylindropuntia in der Familie der Kakteengewächse (Cactaceae). Das Artepitheton molesta stammt aus dem Lateinischen, bedeutet ‚unerfreulich‘ und verweist auf dornige Beschaffenheit der Art. Ein spanischer Trivialname ist „Agujilla“.

## Beschreibung
Cylindropuntia molesta wächst strauchig mit offener und gelegentlich basaler Verzweigung oder baumförmig und erreicht Wuchshöhen von 1,5 bis 2,5 Meter. Auf den fest angehefteten grünen oder etwas glauken, aufsteigenden, zylindrischen, 5 bis 40 Zentimeter langen und 1,2 bis 2,5 Zentimeter im Durchmesser messenden Triebabschnitten befinden sich große breite Höcker. Die breit elliptischen gelblich bewollten Areolen tragen 1 bis 2,5 Millimeter lange gelblich braune Glochiden. Die ein bis fünf rötlichen Hauptdornen besitzen eine gelbliche Spitze und werden im Alter etwas purpurfarben bis schwarz. Sie sind 1 bis 3 Zentimeter lang. Die zwei bis sieben feineren sekundären Dornen erreichen Längen von 0,5 bis 1,2 Zentimeter.
Die bronzepurpurfarbenen Blüten weisen Durchmesser von 3 bis 5 Zentimeter auf. Die breit verkehrt eiförmigen, deutlich gewarzten Früchte sind fleischig und bedornt. Sie sind 2,5 bis 3,5 Zentimeter lang.

## Verbreitung, Systematik und Gefährdung
Cylindropuntia molesta ist in den mexikanischen Bundesstaaten Baja California und Baja California Sur verbreitet.
Die Erstbeschreibung als Opuntia molesta von Townshend Stith Brandegee wurde 1889 veröffentlicht. Frederik Marcus Knuth stellte die Art 1936 in die Gattung Cylindropuntia.
Es werden folgende Unterarten unterschieden:
- Cylindropuntia molesta subsp. molesta
- Cylindropuntia molesta subsp. clavellina (Engelm. ex J.M.Coult.) U.Guzmán

In der Roten Liste gefährdeter Arten der IUCN wird die Art als „Least Concern (LC)“, d. h. als nicht gefährdet geführt. Die Entwicklung der Populationen wird als stabil angesehen.

## Nachweise